# Glörfeld
Glörfeld ist ein Dorf in Halver im Märkischen Kreis im Regierungsbezirk Arnsberg in Nordrhein-Westfalen (Deutschland).

## Lage und Beschreibung
Glörfeld liegt auf 400 Meter über Normalnull im nördlichen Halver westlich des Bachs Glör nahe der Stadtgrenze zu Schalksmühle. Nördlich von Glörfeld liegt die Glörtalsperre. Bei dem Ort entspringen mehrere Zuflüsse der Glör oder der Talsperre, darunter der Hellertsiepen. Der Ort ist über eine untergeordnete Nebenstraße von der Landesstraße L528 zu erreichen, die auch Buchholz (zu Schalksmühle) anbindet. Weitere Nachbarorte sind Grünenbaum, Dommelnheide, Magdheide, Heerenfelde, Streitstück und Rotthausen (zu Schalksmühle).
In Glörfeld befindet sich ein Campingplatz, der vor allem von den Besuchern des Erholungsgebiets um die Glörtalsperre genutzt wird.

## Geschichte
Glörfeld wurde erstmals 1473 urkundlich erwähnt, die Entstehungszeit der Siedlung wird aber für den Zeitraum zwischen 693 und 750 während der sächsisch-fränkischen Grenzauseinandersetzungen vermutet. Die Besiedelung erfolgte wahrscheinlich von Obervahlefeld oder von Rotthausen aus.
Im Jahre 1818 lebten 95 Einwohner im Ort. Laut der Ortschafts- und Entfernungs-Tabelle des Regierungs-Bezirks Arnsberg wurde Glörfeld als Dorf mit Schule kategorisiert und besaß 1838 eine Einwohnerzahl von 126, die allesamt evangelischen Glaubens waren. Der Ort war zu dieser Zeit Titularort der Bauerschaft Glörfeld innerhalb der Bürgermeisterei Halver und besaß eine Schule, 22 Wohnhäuser, eine Fabrik bzw. Mühle und neun landwirtschaftliche Gebäude.
Das Gemeindelexikon für die Provinz Westfalen von 1887 gibt eine Zahl von 131 Einwohnern an, die in 22 Wohnhäusern lebten.

## Wanderwege
Folgende Wanderwege führen durch den Ort:
- Der Ortswanderweg ● vom Halveraner Zentrum zur Glörtalsperre